# 니시 다케이치

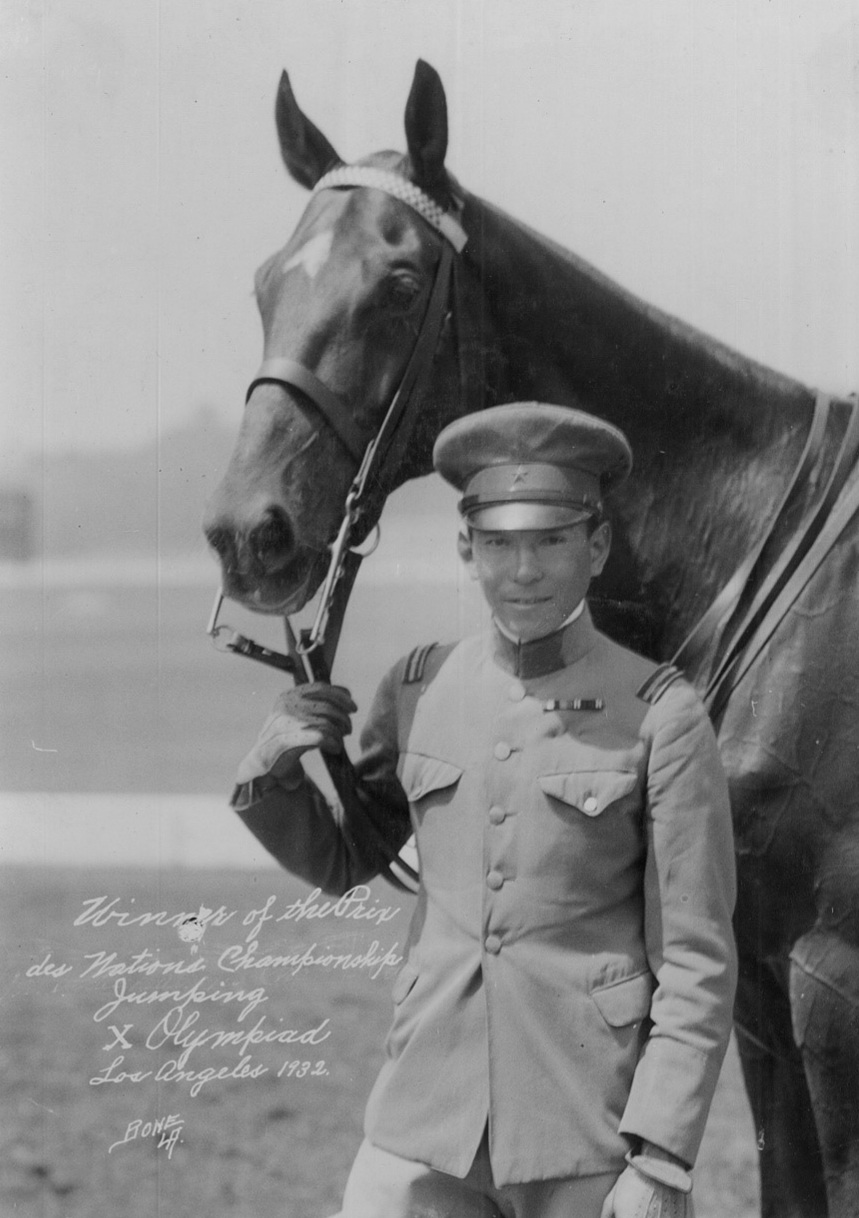
바론 니시와 애마 우라노스

니시 다케이치(일본어: 西竹一)는 일본의 육군군인으로, 화족(남작) 출신이다. 최종 계급은 육군 대령. 애칭 및 통칭은 바론 니시(Baron Nishi, 바론은 남작의 영칭)이다. 이오지마 전투 당시 연대장으로 참전 중 전사하였다.
1932년 하계 올림픽 올림픽 승마 장애물 비월 금메달리스트이다. 2024년 기준 2024년 하계 올림픽에서 일본 선수들이 단체종목으로는 최초, 국가기록으로는 92년만에 동메달을 획득하여 하계 올림픽에서 일본의 취득한 올림픽 개인 승마 메달은 바론 니시가 유일하다.

## 같이 보기
- 가와이시 다쓰고(河石達吾)